# Resolution 803 des UN-Sicherheitsrates
Die Resolution 803 des UN-Sicherheitsrates ist eine Resolution, die der Sicherheitsrat der Vereinten Nationen in seiner 3167. Sitzung am 28. Januar 1993 einstimmig beschloss. Sie behandelte die Bekräftigung der Resolutionen 501 (1982), 508 (1982), 509 (1982) und 520 (1982) sowie des durch Resolution 426 (1978) angenommenen Berichts des Generalsekretärs über die United Nations Interim Force in Lebanon (UNIFIL) und beschloss, das Mandat der UNIFIL um weitere sechs Monate bis zum 31. Juli 1993 zu verlängern.
Der Rat bekräftigte daraufhin das Mandat der Truppe und ersuchte den Generalsekretär, über die Fortschritte bei der Umsetzung der Resolutionen 425 (1978) und 426 (1978) Bericht zu erstatten.